# Isabelle (Vorname)
Isabelle [i.za.ˈbɛl] ist ein weiblicher Vorname.

## Herkunft und Bedeutung
Beim Namen Isabelle handelt es sich um die französische Variante des Vornamens Isabel.

## Verbreitung
Der Name Isabelle war in Frankreich bereits zu Beginn des 20. Jahrhunderts beliebt. Von den 1920er bis in die Mitte der 1940er Jahre sank die Popularität des Namens leicht, sodass er die Top-100 der Vornamenscharts verließ. Gegen Ende der 1940er Jahre begann jedoch der Aufstieg des Namens in den Hitlisten, sodass er im Jahr 1960 die Top-10 der Vornamenscharts erreichte, zu der er 16 Jahre zählte. Als höchste Platzierung erreichte der dabei Rang 2 (1966). Ab den 1970er Jahren sank die Popularität des Namens. Zuletzt fand sich Isabelle im Jahr 2008 unter den 500 meistgewählten Mädchennamen Frankreichs.
In Irland erreichte der Name Isabelle im Jahr 2002 erstmals die Hitliste der 100 beliebtesten Mädchennamen und verließ diese seitdem nicht (Stand 2022). Seit 2007 findet sich der Name unter den 50 meistgewählten Mädchennamen und erreichte im Jahr 2022 Rang 27 der Hitliste.
In England und Wales hat sich der Name in der Top-100 der Vornamenscharts etabliert. Von 2008 bis 2015 zählte er zu den 20 beliebtesten Mädchennamen. Zuletzt sank seine Popularität leicht, sodass er im Jahr 2021 Rang 33 erreichte.
Bereits im ausgehenden 19. Jahrhundert war der Name Isabelle in den USA geläufig, jedoch nicht sehr beliebt. Im Jahr 1918 verließ er die Top-200 der Vornamenscharts und verlor weiter an Popularität, bis er 1955 die Hitliste der 1000 meistgewählten Mädchennamen verließ. In den 1990er Jahren nahm die Beliebtheit rasch zu. Obwohl er im Jahr 1990 noch nicht zur Top-100 der Vornamenscharts zählte, erreichte er bereits 8 Jahre später die Top-200 der Vornamenscharts. Im Jahr 2005 erreichte der Name mit Rang 96 erstmals die Hitliste der 100 meistgewählten Mädchennamen. Die bislang höchste Platzierung erreichte er im Jahr 2007 (Rang 79). Zuletzt stand Isabelle auf Rang 137 der Vornamenscharts (Stand 2022). Ein ähnliches Bild zeigt sich in Kanada. In Quebec jedoch verließ der Name die Top-100 der Vornamenscharts bereits im Jahr 2002, obwohl er 20 Jahre zuvor noch auf Rang 5 der Hitliste stand.
In Australien zählt Isabelle seit 1996 zur Top-100 der Vornamenscharts. Von 2005 bis 2021 zählte der Name zu den 50 beliebtesten Mädchennamen des Landes. Zuletzt erreichte er Rang 51 (Stand 2022). Ein ähnliches Bild zeigt sich auch in Neuseeland.
Der Name Isabelle hat sich auch in Schweden unter den 100 beliebtesten Mädchennamen etabliert. Seit 2000 zählte er zu den 50 beliebtesten Mädchennamen, sank jedoch zwischen 2018 und 2021 von Rang 36 auf Rang 87 ab. Im darauffolgenden Jahr konnte er wieder an Popularität gewinnen (Rang 73, Stand 2022).
Da deutsche Namensstatistiken Isabelle, Isabel und die eingedeutschte Schreibweise Isabell als gleichlautende Varianten desselben Namens behandeln, lässt sich nur die Popularität aller Varianten gemeinsam darstellen. In Deutschland ist der Name seit den 1960er Jahren geläufig. Bereits in den Jahren 1966 und 1967 erreichte er die Top-100 der Vornamenscharts. Mitte der 1980er bis Mitte der 1990er Jahre wurde er besonders häufig vergeben. Als höchste Platzierung erreichte im Jahr 1993 in den Vornamenscharts Rang 24. Obwohl die Popularität des Namens um die Jahrtausendwende herum sank, blieb er geläufig. Im Jahr 2023 stand er auf Rang 86 der Hitliste. Für den Zeitraum von 2010 bis 2023 lässt sich ermitteln, dass etwa 23 % der Namensträger den Namen in der Variante Isabelle erhielten.

## Varianten
- Englisch: Isabel, Izabelle, Isbel
  - Irisch: Isibéal
  - Schottisch: Ishbel, Isobel, Iseabail
- Französisch: Isabel, Isabeau
- Portugiesisch: Isabel
- Spanisch: Isabel

Die französische Form Isabeau wird sowohl als weiblicher wie auch als männlicher Vorname verwendet, wobei heutzutage die weibliche Verwendung stark überwiegt.
Für weitere Varianten: siehe Elisabeth#Varianten

## Namensträger

### Einzelname
- Isabelle († 1428), Gräfin von Foix
- Isabelle, US-amerikanisches Wolfskind
- Isabelle de France († 1269), Klostergründerin
- Isabelle de France († 1358), Prinzessin von Frankreich und Ehefrau von König Eduard II.
- Isabelle A (* 1975), belgische Popsängerin

### Vorname
- Isabelle Aboulker (* 1938), französische Komponistin, Musikpädagogin und Hochschullehrerin
- Isabelle Abran (* 1989), kanadische Biathletin
- Isabelle Adjani (* 1955), französische Schauspielerin
- Isabelle Allen (* 2002), britische Schauspielerin
- Isabelle Allgeier (* 1966), deutsche Filmeditorin
- Isabelle Ameganvi, togoische Politikerin der UFC
- Isabelle Andersson (* 2000), schwedische Handballspielerin
- Isabelle Antena (* 1962), französische Sängerin
- Isabelle Attard (* 1969), französische Politikerin, Mitglied der Nationalversammlung
- Isabelle Aubret (* 1938), französische Sängerin
- Isabelle Autissier (* 1956), französische Seglerin
- Isabelle Azoulay (* 1961), französische Schriftstellerin, Philosophin und Soziologin
- Isabelle Barth (* 1983), Schweizer Schauspielerin
- Isabelle Baumann (* 1963), österreichische Leichtathletin und Leichtathletiktrainerin
- Isabelle Bean (1862–1939), englisch-australische Krankenschwester, Frauenrechtlerin, Feministin und Theosophin
- Isabelle de Beauvau, französische Adlige
- Isabelle Berro (* 1965), monegassische Juristin, Richterin am Europäischen Gerichtshof für Menschenrechte
- Isabelle Blais (* 1975), kanadische Schauspielerin
- Isabelle Blanc (* 1975), französische Snowboarderin
- Isabelle Blume (1892–1975), belgische Kommunistin und Friedensaktivistin
- Isabelle Bodenseh (* 1969), deutsch-französische Flötistin (Jazz, Weltmusik)
- Isabelle Boéri-Bégard (* 1960), französische Florettfechterin
- Isabelle Boffey (* 2000), britische Mittelstreckenläuferin
- Isabelle Bogelot (1838–1923), französische Feministin und Philanthropin
- Isabelle Borucki (* 1981), deutsche Politikwissenschaftlerin
- Isabelle Boulais (* 2000), kanadische Tennisspielerin
- Isabelle Boulay (* 1972), frankokanadische Pop- und Chanson-Sängerin
- Isabelle de Bourbon (1437–1465), durch Heirat Herzogin von Burgund
- Isabelle Brasseur (* 1970), kanadische Eiskunstläuferin
- Isabelle Bril, französische Sprachwissenschaftlerin
- Isabelle von Bueltzingsloewen (* 1964), französische Medizinhistorikerin, Autorin und Hochschullehrerin
- Isabelle Buret, französische Ingenieurin
- Isabelle Caillat (* 1978), Schweizer Schauspielerin
- Isabelle Candelier (* 1963), französische Schauspielerin
- Isabelle Carlson (* 1944), deutsche Theater- und Fernsehschauspielerin
- Isabelle Caro (1980–2010), französisches Model
- Isabelle Carré (* 1971), französische Filmschauspielerin
- Isabelle Casez (* 1964), französische Kamerafrau
- Isabelle Chappuis (* 1971), Schweizer Politikerin
- Isabelle de Charrière (1740–1805), niederländisch-schweizerische Schriftstellerin
- Isabelle Chassot (* 1965), Schweizer Politikerin
- Isabelle Chevalley (* 1972), Schweizer Politikerin (glp)
- Isabelle Collet (* 1969), französische Informatikerin und Professorin für Erziehungswissenschaften
- Isabelle Comteße (* 1982), deutsche Basketballspielerin
- Isabelle Corey (1939–2011), französische Filmschauspielerin und Model
- Isabelle Daniels (1937–2017), US-amerikanische Sprinterin
- Isabelle Dedieu (* 1956), französische Filmeditorin
- Isabelle Deflers (* 1972), deutsche Historikerin
- Isabelle Delling, deutsche Journalistin und Nachrichtensprecherin
- Isabelle Delobel (* 1978), französische Eiskunstläuferin
- Isabelle Delorme (1900–1991), kanadische Musikpädagogin und Komponistin
- Isabelle Demers (* 1982), kanadische Konzertorganistin
- Isabelle Demongeot (* 1966), französische Tennisspielerin
- Isabelle Desplantes (* 1971), französische Schauspielerin und Synchronsprecherin
- Isabelle Dinoire (1967–2016), französische Frau, erste Patientin mit gelungener Gesichtstransplantation
- Isabelle Dolezalek (* 1981), deutsche Kunsthistorikerin und Hochschullehrerin
- Isabelle Dölle (* 1999), deutsche Handballspielerin
- Isabelle Donald (* 1966), vanuatuische Politikerin
- Isabelle Duchesnay (* 1963), französische Eiskunstläuferin
- Isabelle Durant (* 1954), belgische Politikerin, MdEP
- Isabelle Duthoit (* 1970), französische Jazz- und Improvisationsmusikerin
- Isabelle Dutoit (* 1975), deutsche Malerin
- Isabelle Eberhardt (1877–1904), schweizerisch-französische Abenteuerin, Reiseschriftstellerin und Journalistin
- Isabelle Ertmann (1954–2015), deutsche Schauspielerin und Theaterpädagogin
- Isabelle Falconnier (* 1970), Schweizer Literaturkritikerin
- Isabelle von Fallois, deutsch-französische Autorin esoterischer Literatur
- Isabelle Falque-Pierrotin (* 1960), französische Managerin, Präsidentin der französischen Datenschutzbehörde
- Isabelle Faust (* 1972), deutsche Violinistin
- Isabelle Feldwehr-Härle (* 1988), deutsche Schwimmerin
- Isabelle Ferrer (* 1974), französische Triathletin
- Isabelle Fijalkowski (* 1972), französische Basketballspielerin
- Isabelle Flachsmann (* 1973), Schweizer Schauspielerin, Sängerin, Autorin und Regisseurin
- Isabelle Flükiger (* 1979), Schweizer Schriftstellerin
- Isabelle Foerder (* 1979), deutsche Leichtathletin
- Isabelle Forrer (* 1982), Schweizer Volleyball- und Beachvolleyballspielerin
- Isabelle Franzen-Reuter (* 1975), deutsche Biologin und Hochschullehrerin
- Isabelle Fuhrman (* 1997), US-amerikanische Schauspielerin
- Isabelle de Funès (* 1944), französische Schauspielerin und Sängerin
- Isabelle Gallagher (* 1973), französische Mathematikerin und Hochschullehrerin
- Isabelle Gatti de Gamond (1839–1905), belgische Feministin und Pädagogin
- Isabelle Gautheron (* 1963), französische Bahnradsportlerin
- Isabelle Geiss (* 1998), deutsche Schauspielerin
- Isabelle Gélinas (* 1963), kanadisch-französische Schauspielerin
- Isabelle Gerig (* 1998), Schweizer Unihockeyspielerin
- Isabelle Gloor (* 1992), Schweizer Sportlerin
- Isabelle Gosar (* 1995), US-amerikanische Beachhandballspielerin
- Isabelle Graesslé (* 1959), französische Theologin, Direktorin des Internationalen Museums der Reformation in Genf
- Isabelle Graw (* 1962), deutsche Kunstkritikerin und Professorin für Kunsttheorie
- Isabelle Grussenmeyer (* 1979), elsässische Liedermacherin
- Isabelle d’Orléans, duchesse de Guise (1878–1961), französische Monarchistin
- Isabelle Gulldén (* 1989), schwedische Handballspielerin
- Isabelle Guyon (* 1961), französische Informatikerin
- Isabelle Häner (* 1958), Schweizer Rechtswissenschafterin
- Isabelle Hausser (* 1953), französische Verwaltungs- und Dichterjuristin sowie Übersetzerin und Herausgeberin
- Isabelle Haverlag (* 2001), niederländische Tennisspielerin
- Isabelle Hoffmann (* 1984), luxemburgische Radrennfahrerin
- Isabelle Höpfner (* 1978), deutsche Schauspielerin und Synchronsprecherin
- Isabelle Hübener (* 1998), deutsche Ruderin
- Isabelle Huber (* 1981), deutsche Skirennläuferin
- Isabelle Huppert (* 1953), französische Film- und Theater-Schauspielerin
- Isabelle Iliano (* 1997), belgische Fußballspielerin
- Isabelle Illiers, französische Schauspielerin
- Isabelle de Valois (1389–1409), Prinzessin von Frankreich, Tochter von König Karl VI.
- Isabelle de Valois (1348–1372), französische Prinzessin
- Isabelle de Villehardouin (1263–1312), Fürstin von Achaia
- Isabelle Jacobi (* 1969), Schweizer Journalistin und Theaterautorin
- Isabelle Jänchen (* 1970), deutsche Volkswirtin und Hochschullehrerin
- Isabelle Jongenelen (* 1991), niederländische Handballspielerin
- Isabelle Joschke (* 1977), deutsch-französische Segelsportlerin
- Isabelle Jungnickel (* 1966), österreichische Politikerin (ÖVP)
- Isabelle Kabatu, belgische Opernsängerin (Sopran)
- Isabelle Kaiser (1866–1925), Schweizer Schriftstellerin
- Isabelle van Keulen (* 1966), niederländische Geigerin und Bratschistin
- Isabelle Kittnar, deutsche Bühnen- und Maskenbildnerin
- Isabelle Knipp (* 1993), deutsche Fußballspielerin
- Isabelle Kocher (* 1966), französische Unternehmerin
- Isabelle Körner (* 1975), deutsche Fernsehjournalistin und Fernsehmoderatorin
- Isabelle Krieg (* 1971), Schweizer Künstlerin
- Isabelle Lacy (* 2006), britische Tennisspielerin
- Isabelle Le Boulch (* 1964), französische Fußballspielerin
- Isabelle Le Nouvel (* 1973), französische Schriftstellerin, Dramaturgin und Schauspielerin
- Isabelle Lehn (* 1979), deutsche Schriftstellerin und Philologin
- Isabelle de Limeuil († 1609), französische Adlige
- Isabelle Linden (* 1991), deutsche Fußballspielerin
- Isabelle Gräfin von Loë (1903–2009), deutsche Adelige
- Isabelle Lötscher (* 2004), Schweizer Freestyle-Snowboarderin
- Isabelle Mancini (* 1967), französische Skilangläuferin
- Isabelle Mandrella (* 1968), deutsche Philosophin
- Isabelle McEwen (* 1954), franko-kanadische Opern- und Theaterregisseurin und Künstlerin
- Isabelle Méjean (* 1980), französische Wirtschaftswissenschaftlerin und Hochschullehrerin
- Isabelle Mercier (* 1975), kanadische Pokerspielerin
- Isabelle Mergault (* 1958), französische Schauspielerin, Autorin und Regisseurin
- Isabelle Meyer (* 1987), Schweizer Fußballspielerin
- Isabelle Mir (* 1949), französische Skirennläuferin
- Isabelle de Montolieu (1751–1832), Schweizer Autorin
- Isabelle Morel (1779–1834), Schweizer Schriftstellerin und Übersetzerin
- Isabelle Moret (* 1970), Schweizer Politikerin
- Isabelle Mouthon-Michellys (* 1966), französische Triathletin
- Isabelle Musset (* 1960), französische Fußballspielerin
- Isabelle Nanty (* 1962), französische Schauspielerin, Filmregisseurin und Drehbuchautorin
- Isabelle Charlotte von Nassau-Dietz (1692–1757), nassauische Prinzessin
- Isabelle Nélisse (* 2003), kanadische Schauspielerin
- Isabelle von Neumann-Cosel (* 1951), deutsche Reitlehrerin und Autorin
- Isabelle Nicoloso (* 1961), französische Radrennfahrerin
- Isabelle Noth (* 1967), Schweizer evangelische Theologin
- Isabelle Françoise Helene Marie d’Orléans (1900–1983), französische Angehörige des Hauses Bourbon
- Isabelle d’Orléans-Bragance (1911–2003), französische Autorin, Ehefrau des Chefs des Hauses Orléans
- Isabelle Ottmann (* 2002), deutsche Nachwuchsschauspielerin
- Isabelle Pannetier, französische Kostümbildnerin
- Isabelle Paque (* 1964), französische Judoka
- Isabelle Pasco (* 1966), französische Schauspielerin
- Isabelle Pasquier-Eichenberger (* 1973), Schweizer Politikerin
- Isabelle Patissier (* 1967), französische Kletterin
- Isabelle Pedersen (* 1992), norwegische Hürdenläuferin
- Isabelle Pilloud (* 1963), Schweizer Künstlerin
- Isabelle Raboud-Schüle (* 1958), Schweizer Ethnologin
- Isabelle Raubitschek (1914–1988), US-amerikanische Klassische Archäologin
- Isabelle Redfern (* 1976), US-amerikanisch-deutsche Schauspielerin und Sängerin
- Isabelle Renauld (* 1966), französische Schauspielerin
- Isabelle Ritter (* 1985), Schweizer Jazzmusikerin (Gesang, Songwriting)
- Isabelle Robinet (1932–2000), französische Sinologin und Daoismus-Forscherin
- Isabelle Rougerie (* 1963), französische Schauspielerin und Songwriterin
- Isabelle Sadoyan (1928–2017), französische Kostümbildnerin und Schauspielerin
- Isabelle Schad (* 1970), deutsche Tänzerin und Choreografin
- Isabelle Schmid (* 1964), Schweizer Politikerin (Grüne)
- Isabelle Schmidt (* 1972), deutsche Schauspielerin, Voice-over- und Synchronsprecherin
- Isabelle Schmutz (* 1971), Schweizer Judoka
- Isabelle von Siebenthal (* 1957), Schweizer Schauspielerin und Tänzerin
- Isabelle Spaak (* 1960), belgische Schriftstellerin
- Isabelle Stadelmann-Steffen (* 1979), Schweizer Politologin
- Isabelle Stamm (* 1977), Schweizer Schriftstellerin
- Isabelle Staude (* 1982), deutsche Physikerin
- Isabelle von Stauffenberg (* 1996), deutsche Theater- und Filmschauspielerin
- Isabelle Stauffer (* 1973), Schweizer Literaturwissenschaftlerin und Hochschullehrerin
- Isabelle Stengers (* 1949), belgische Philosophin
- Isabelle Stever (* 1963), deutsche Filmemacherin
- Isabelle Stiepel (* 1990), deutsche Skirennläuferin
- Isabelle Stoehr (* 1979), französische Squashspielerin
- Isabelle Stoffel (* 1972), Schweizer Schauspielerin und Regisseurin
- Isabelle Stone (1868–1966), US-amerikanische Physikerin
- Isabelle Thomas (* 1961), französische Politikerin (PS), MdEP
- Isabelle de Valvert (* 1951), französische Schauspielerin und Sängerin
- Isabelle Vandre (* 1989), deutsche Politikerin (Die Linke), MdL
- Isabelle Vengerova (1877–1956), russisch-US-amerikanische Pianistin
- Isabelle Waldberg (1911–1990), Schweizer Bildhauerin
- Isabelle Wallace (* 1996), australische Tennisspielerin
- Isabelle Weidemann (* 1995), kanadische Eisschnellläuferin
- Isabelle Welton (* 1963), Schweizer Managerin und Unternehmerin
- Isabelle Weykmans (* 1979), belgische Politikerin
- Isabelle Wildhaber (* 1973), Schweizer Juristin
- Isabelle Williamson († 1886), schottische Missionarin
- Isabelle Wolf (* 1994), deutsche Fußballspielerin
- Isabelle Yacoubou (* 1986), französische Basketballspielerin

Weiterer Vorname
- Siyou Isabelle Ngnoubamdjum (* 1968), kamerunische Gospelsängerin und Chorleiterin
- Lara-Isabelle Rentinck (* 1986), deutsche Schauspielerin
- Marie Isabelle de Rohan (1699–1754), französische Aristokratin, Erzieherin des Dauphin